# ルーカス・メンサ
ルーカス・メンサ（Lucas Mensa、1996年5月24日 - ）は、プロD2、オヨナ・ラグビーに所属するラグビー選手。

## プロフィール
- アルゼンチン・ブエノスアイレス出身。
- ポジションはセンター(CTB)。
- 身長 183cm、体重 94kg
- U20アルゼンチン代表に選ばれたことがある。
- アルゼンチン代表キャップは3（2021年4月現在）でラグビーワールドカップ2019のアルゼンチン代表に選ばれた[1]

## 略歴
セイボスを経て、2020年、ヴェランス・ロマンス・ドローム・ラグビーに加入。 
2021年、モン＝ド＝マルサンに加入。
2023年、オヨナに加入。